# Stade d'Ottawa
 (avril 2024).
Si vous disposez d'ouvrages ou d'articles de référence ou si vous connaissez des sites web de qualité traitant du thème abordé ici, merci de compléter l'article en donnant les références utiles à sa vérifiabilité et en les liant à la section « Notes et références ».
 (mai 2022).
Le Stade d'Ottawa (Ottawa Stadium en anglais) est un stade de baseball à Ottawa, Ontario, Canada, d'une capacité de 10 332 places. Le stade est situé dans l'est de la ville, près de l'échangeur Queensway et Vanier Parkway. Il est utilisé pour le baseball mineur et des concerts de musique depuis 1993.

## Histoire
Le stade est construit pour abriter les Lynx d'Ottawa de la Ligue Internationale et ouvre avant la saison 1993. Au cours de sa première saison, les Lynx remplissent le stade à pleine capacité 43 fois sur 68 ouvertures et établissent un record de fréquentation de la Ligue internationale avec une moyenne de 8 772 fans par match. En 15 années d’existence, Les Lynx n'ont jamais obtenu moins que 315 000 spectateurs par saison.
Après le départ du Lynx, la Ville d'Ottawa examine d'autres propositions pour le site, mais conserve le stade comme installation de baseball pour la saison suivante. Parmi les propositions rejetées par la ville en 2007 figurent :
- Conversion du stade en « Steelback Centre », un complexe à usage variable pouvant accueillir 25 000 personnes pour des concerts et 15 000 pour des événements sportifs tel que proposé par Frank d'Angelo de Steelback Brewery ;
- Remplacement du stade par un casino ;
- Remplacement du stade par un plus grand Centre des congrès d'Ottawa ;
- Réaménagement du site en commerces conventionnels ou en bureaux.

Une nouvelle équipe, les Rapidz d'Ottawa de la Ligue Can-Am, est formée en décembre 2007 et  commence à jouer en 2008. Les Rapidz déclarent faillite le 29 septembre 2009. Une nouvelle équipe, les Voyageurs, est annoncée par la ligue Can-Am. pour la saison 2009. Cependant, la ligue est confrontée à un manque de propriétaires potentiels pour l'équipe et à des conditions économiques en déclin et dissout les Voyageurs en mars 2009.
Le stade reste inutilisé en 2009, à l'exception d'une série de matchs de baseball communautaire à la fin août commandités par le conseiller municipal d'Ottawa, Bob Monette. Plus tôt, après la disparition des Voyageurs, Monette avait suggéré demanteler le stade et vendre le terrain pour financer un nouveau site sportif.
En août 2009, les hommes d'affaires de la région Dave Butler et Duncan MacDonald présentent une proposition qui rénoverait le stade existant pour des activités tout au long de l'année, y compris l'utilisation comme lieu pour le Bal de Neige.
En janvier 2010, l'Intercounty Baseball League vote 6-2 en faveur de la présentation à l'Ottawa Stadium Group d'une franchise d'expansion qui jouerait au Ottawa Baseball Stadium. Le 10 mars 2010, l'IBL confirme que la demande d'une franchise d'expansion d'IBL avait été accepté. La nouvelle équipe, les Fat Cats d'Ottawa, joue de 2010 à 2012.
Après avoir passé deux ans à négocier avec divers groupes de propriété pour amener une franchise de baseball Double-A à Ottawa, y compris un éventuel accord avec Mandalay Baseball qui obligerait la ville à investir 40 millions de dollars dans la rénovation du stade, la ville signe un bail de dix ans avec le Can-Am League. Ils y installent une équipe en 2015, nommée les Champions d'Ottawa, qui a joué au Parc RCGT. La Ligue Can-Am fusionne avec la ligue Frontière après la saison 2019 et les Champions sont exclus du calendrier 2020 de la Frontière, laissant le stade à nouveau sans locataire.
En septembre 2020, l'ajout d'une équipe de la ligue Frontière à Ottawa est annoncé, avec un bail pour jouer au Stade d'Ottawa. La nouvelle équipe se nomme les Titans d'Ottawa qui commencera leur saison en mai 2022, en raison de la COVID-19.
En septembre 2021, la compagnie RCGT décide d’arrêter de payer le stade, ce qui laisse le stade sans nom. Les propriétaires des Titans, le groupe OSEG, continue de nommer le stade Ottawa Stadium jusqu’à un nouveau commanditaire.

## Conception
Le stade est dans la conception à deux niveaux, avec un hall qui court autour du milieu de la cuvette des sièges. Ce hall est au niveau de la rue, donc les fans des sièges "inférieurs" descendent et les fans des sièges "supérieurs" montent. Tous les sièges sont des modèles à dossier bleu. Des concessions, des toilettes, une boutique de cadeaux et une aire de jeux pour enfants sont situés le long d'un hall plus large (également au niveau de la rue) situé sous les sièges supérieurs.
Le stade comprend des skybox et le restaurant "Upper Deck" , qui n'est plus opérationnel, perché derrière le marbre. Les fenêtres ne s'ouvrent pas, il n'y a pas de sièges à l'extérieur à ce niveau. L'accès se fait par ascenseur depuis le hall ci-dessous. Cette salle est désormais labellisée espace événementiel et peut être réservée pour des fêtes de 50 personnes et plus. Il y a des tables de pique-nique en plein air le long de la ligne du champ gauche qui sont également disponibles pour tous les fans.
Coventry Road longe la clôture du champ gauche, et les jeux peuvent facilement être vus de la rue en conduisant ou en marchant. Il y a moins de 15 m (50 pieds) de zone tampon entre le mur du stade et la route, de sorte que les balles volantes peuvent parfois constituer un danger pour les voitures qui passent.

## Galerie

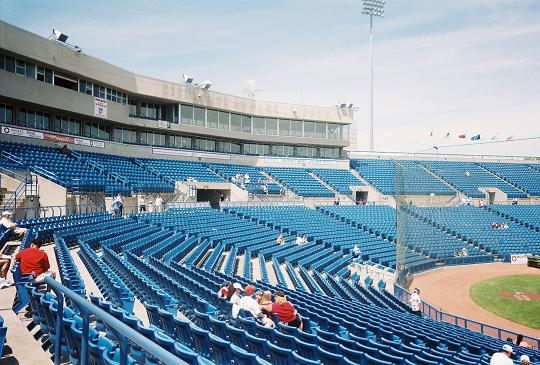